# Uhingen
Uhingen è un comune tedesco di 13 895 abitanti, situato nel land del Baden-Württemberg. Dista 42 chilometri dal capoluogo di regione, Stoccarda, e 6 chilometri da Göppingen.

## Geografia fisica
Uhingen è situato nella valle della Fils. La parte centrale si estende su due declivi (Haldenberg/Wurmberg e Wasserberg) e sulla valle tra di essi. La città fa parte del circondario di Göppingen e quindi appartiene alla regione di Stoccarda e al Distretto governativo di Stoccarda.